# Laurel Korholz
Laurel Korholz, född den 10 juni 1970 i New York i USA, är en amerikansk roddare.
Hon tog OS-silver i åtta med styrman i samband med de olympiska roddtävlingarna 2004 i Aten.